# 许和震
许和震（？—），男，中华人民共和国军事人物，曾任中国人民解放军陆军参谋学院院长，第十届全国人大代表。